# Ida Bienert
Ida Bienert, geborene Suckert (* 29. November 1870 in Langenbielau, Provinz Schlesien; † 18. August 1965 in München) war eine Dresdner Kunstsammlerin und Mäzenatin.

## Leben

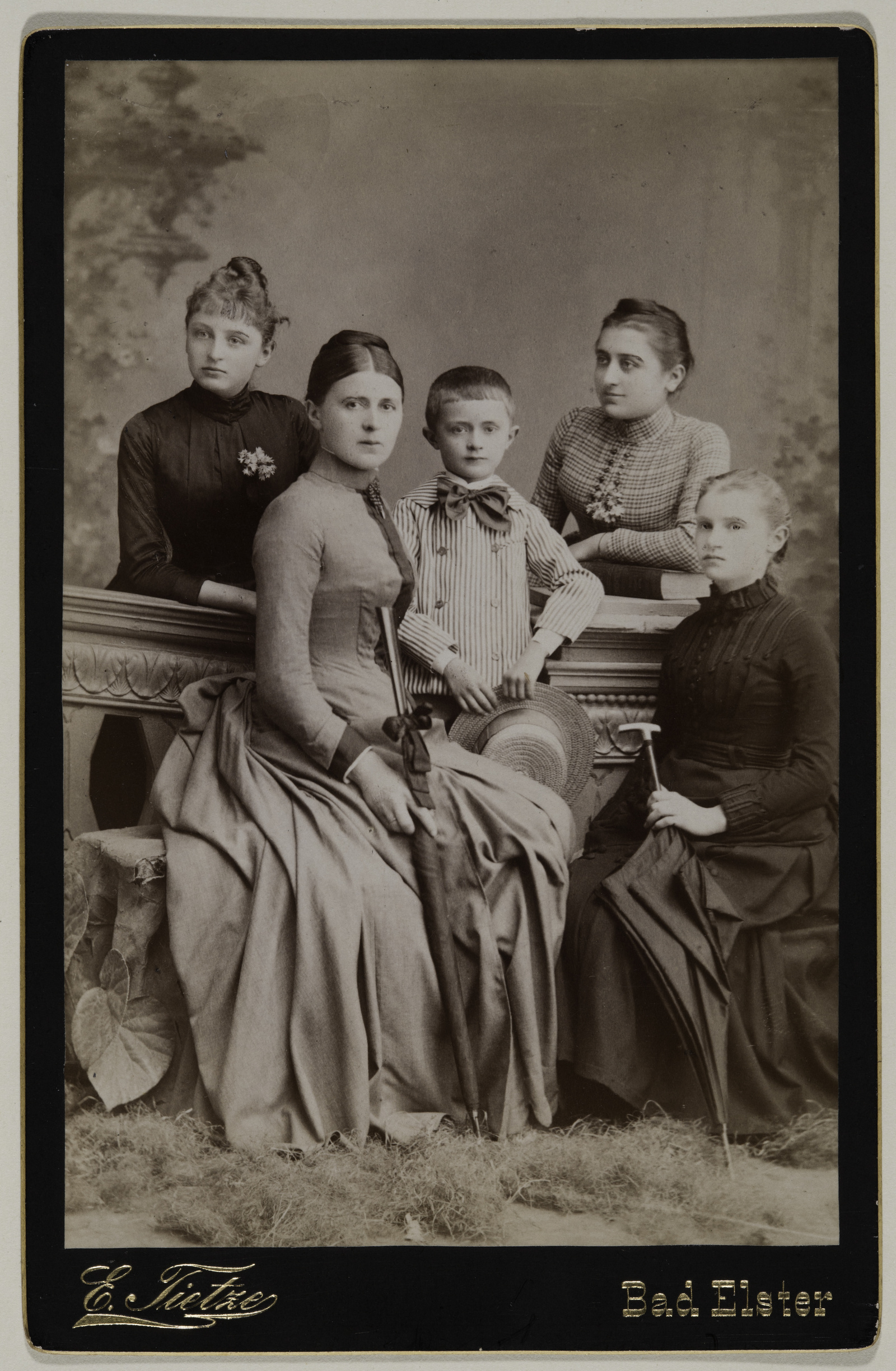
Ida Bienert mit Familie (um 1895)

Ida Suckert heiratete im Jahr 1888 Erwin Bienert (1859–1931), den Sohn des erfolgreichen Dresdner Mühlen-Unternehmers Gottlieb Traugott Bienert. Das Paar hatte fünf Kinder: Gertraud (* 1890), Friedrich (Fritz; * 1891), Margret (* 1893), Marie Louise (Ise; * 1894) und Irmengard (* 1895).
Ida Bienert war für ihre Zeit eine ungewöhnlich emanzipierte Frau, obgleich sie auch finanziell von ihrem toleranten und großzügigen Ehemann abhängig war. In Dresden-Plauen richtete sie im Jahr 1906 im Haus Kielmannseggstraße 11 (heute: Agnes-Smedley-Straße) aus eigenen Mitteln die erste Volksbibliothek im Königreich Sachsen ein, die „Freie öffentliche Bibliothek Dresden-Plauen“ und stellte dafür den später berühmt gewordenen Bibliothekar Walter Hofmann ein.
Die Familienvilla, erbaut 1888 in der Würzburger Straße 46, entwickelte sich in den 1920er Jahren zu einem geistig-kulturellen Zentrum Dresdens. In Ida Bienerts Salon verkehrte die künstlerische Avantgarde Dresdens. So gehörte sie dem Kreis um die Dresdner Sezession Gruppe 1919 an. Künstler, die als Gast in Dresden weilten, fanden dort Gastrecht.
Ida Bienert unterstützte durch gezielte Ankäufe viele junge Künstler und baute eine bedeutende Sammlung auf. Zu den Gästen im Hause Bienert gehörten Paul Klee, Walter Gropius, Otto Dix, Conrad Felixmüller, Lasar Segall, Oskar Kokoschka, Emil Nolde und Mary Wigman. Auch die Tanzpädagogin Gret Palucca war oft bei Bienerts zu Gast, tanzte dort zur Klaviermusik und heiratete 1924 deren Sohn Friedrich, der ebenfalls als Kunstmäzen in Dresden und Hellerau lebte. Er leitete den väterlichen Mühlenbetrieb, die Bienertmühle in Dresden-Plauen.
Ihre Tochter, die Malerin Ise Bienert, war Worpswede-Schülerin und Studentin am Bauhaus.
Die Familie Bienert besuchte regelmäßig im Sommer die Insel Sylt und regte viele Künstler an, dorthin zu kommen, so dass die Insel zeitweise ein kulturelles Zentrum von Malern, Tanz-, Film- und Theaterleuten wurde.
Im Jahr 1926 beauftragte Ida Bienert den Maler Piet Mondrian, ihr Damenzimmer in der Bienertvilla neu zu gestalten. Mondrians Entwurf von 1926 hat sich erhalten und ist als nachgebautes Modell von Heimo Zobernig (* 1958) in der unten genannten Ausstellung der Staatlichen Kunstsammlungen Dresden gezeigt worden. Der Entwurf wurde jedoch nie ausgeführt.
Ida Bienerts Sammlung war während des Zweiten Weltkrieges vorsorglich ausgelagert worden und überstand so fast unbeschadet den Krieg. Die Villa wurde durch Bomben beschädigt, konnte aber wiederhergestellt werden.
Ida Bienert übersiedelte 1945 noch vor Kriegsende nach München, die Sammlung konnte mit Hilfe von Freunden 1946 fast komplett aus der Sowjetischen Besatzungszone ebenfalls nach München gebracht werden. Zur Bestreitung ihres Lebensunterhaltes war Ida Bienert allerdings gezwungen, die Sammlung nach und nach zu verkaufen. So gelangten viele Bilder in privaten Besitz oder in die großen Sammlungen der Welt.

## Ausstellung in Dresden
Im Ausstellungsgebäude „Lipsiusbau“ auf der Brühlschen Terrasse in Dresden wurde von September 2006 bis Januar 2007 eine bedeutende Ausstellung von Meisterwerken der Moderne aus Dresdner Privatsammlungen gezeigt, die auch einen Teil der ehemaligen Bienertschen Sammlung enthielt, soweit es Leihgeber ermöglichten.
Bilder der ehemaligen Sammlung von Ida Bienert wurden für diese Ausstellung u. a. aus folgenden Galerien ausgeliehen:
- Museum of Modern Art, New York
- Metropolitan Museum of Art, New York
- Museo Thyssen-Bornemisza, Madrid
- Toledo Museum of Art
- Kunsthaus Zürich
- National Gallery of Australia
- Pinakothek der Moderne München
- Museum Folkwang Essen
- Museum Ludwig Köln
- Sprengel Museum Hannover.